# ديميتري كوروبوف
ديميتري كوروبوف (بالروسية: Коробов, Дмитрий Николаевич)‏ هو لاعب هوكي الجليد بيلاروسي، ولد في 12 مارس 1989 في نوفوبولوتسك في روسيا البيضاء.

## وصلات خارجية
- ديميتري كوروبوف على موقع دوري الهوكي الوطني (الإنجليزية)
- ديميتري كوروبوف على موقع قاعة مشاهير الهوكي (لاعب أن.إتش.أل) (الإنجليزية)
- ديميتري كوروبوف على موقع دوري الهوكي للقارات (الإنجليزية)
- ديميتري كوروبوف على موقع EliteProspects.com (الإنجليزية)
- ديميتري كوروبوف على موقع Eurohockey.com (الإنجليزية)
- ديميتري كوروبوف على موقع HockeyDB.com (الإنجليزية)
- ديميتري كوروبوف على موقع Hockey-Reference.com (الإنجليزية)